# Ala al-Din Karba
Ala al-Din Karba (o Karpa) Arslan fou atabeg ahmadílida de Maragha.
Mort Ak Sunkur II vers 1169 (1164 i llavors, segons els historiador Mustawfi, l'atabeg de l'Azerbaidjan Ildegiz va intervenir i el poder fou confiat a dos altres germans, Ala al-Din Karba (o Karpa) Arslan i Rukn al-Din en perjudici de l'hereu designat Falak al-Din. De com van seguir els fets no se'n sap res cert però com que Falak apareix al front de Maragha el 1175 quan era atacat pels ildegízides cal suposar que un temps abans, potser el 1173 o 1174, havia recuperat el poder.
El 1188/1189 torna a aparèixer al capdavant del govern Ala al-Din. No se sap segur com hi va arribar però se sap que després de la derrota del califa davant els seljúcides en 1188/1189 a Dar Marg, va anar a Hamadan a fer homenatge al sultà seljúcida i fou nomenat atabeg del fill de Toghrul Beg, Barkyaruq, en teoria a Hamadan, però en no convenir-li aquesta ciutat va retornar a Maragha, cosa que vol dir que ja la dominava; potser havia estat restaurat pels ildegízides, o havia triomfar en una revolta, o fins i tot podia haver succeït a Falak quan va morir. Després d'aquesta data hi ha un buit de notícies durant catorze anys (1189-1203).
Se sap que Ala al-Din era un home interessat en la cultura, descendent d'Ak Sunkur I. Ala al-Din tenia dos fills dels quals només es coneix el nom: Nusrat al-Din Muhammad i Falak al-Din Ahmad, i que la seva capital fou Ruyindiz o Ruyin Dez almenys fins al 1197. Ibn al-Athir diu que vers 1203 planejava arrabassar l'Azerbaidjan al ildegízida Nusrat al-Din Abu Bakr (1195-1210) i per això es va aliar a Muzaffar al-Din Gokburi d'Irbil, però l'atac va poder ser rebutjar pel ildegízida amb l'ajut del mameluc Aydogmes o Aytogmes, senyor del Jibal (1203/1204 a 1211/1212) que havia estat un dels mamelucs de Muhammad Pahlawan. Llavors Abu Bakr va atacar Maragha on va assetjar a Ala al-Din però finalment es va arranjar la pau en la qual l'atabeg de Maragha cedia una de les seves dues fortaleses (la de Maragha) i rebia en compensació Ushnu i Urmia en feu d'Abu Bakr que va passar a dominar la situació. El 1205/1206 encara governava Ala al-Din (també esmentat com Ala al-Dawla) i va morir el 1207/1208.
El va succeir un fill menor d'edat sota la protecció d'un servidor lleial eunuc. Es coneix el nom de dos fills, i un tercer nom possible però cap d'ells es pot garantir que fos aquest menor.